# Routt County
Das Routt County ist ein County im Bundesstaat Colorado inmitten der Rocky Mountains. Der Verwaltungssitz (County Seat) ist Steamboat Springs.

## Geographie
Das im Nordwesten Colorados gelegene County, grenzt im Norden an den US-Bundesstaat Wyoming, im Westen hinter dem jetzigen Moffat County liegt Utah. Das County hat eine Fläche von 6133 Quadratkilometern, wovon 17 Quadratkilometer Wasserfläche sind.
Im Westen des Countys wurde rund um die Ortschaft Hayden und Oak Creek früher Kohle abgebaut. Zahlreiche geothermische Quellen sind im County zu finden.

## Geschichte
Das Routt County wurde 1877 aus Teilen des Grand County gebildet. Vierunddreißig Jahre später, 1911, wurde der westliche Teil von Routt County in ein eigenes County überführt. Seitdem grenzt das heutige Moffat County direkt an Utah.
Das Routt County ist nach John Long Routt benannt, dem ersten und siebten Gouverneur von Colorado.

## Demografische Daten

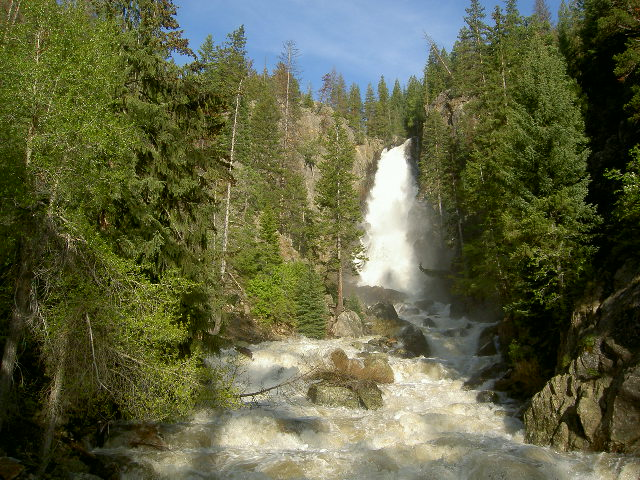
Fish Creek Falls

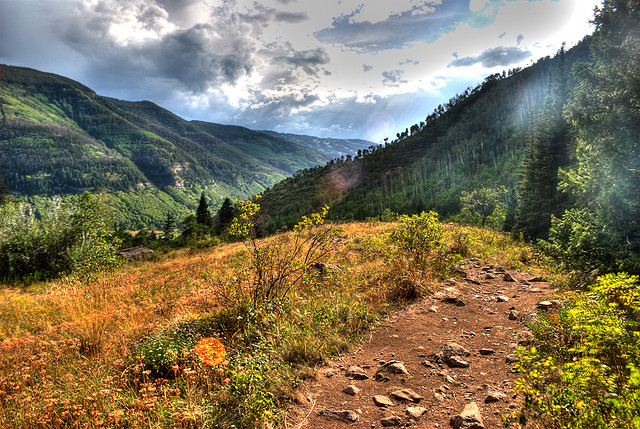
Die Eagles Nest Wilderness

Nach der Volkszählung im Jahr 2000 lebten im County 19.690 Menschen. Es gab 7953 Haushalte und 4779 Familien. Die Bevölkerungsdichte betrug 3 Einwohner pro Quadratkilometer. Ethnisch betrachtet setzte sich die Bevölkerung zusammen aus 96,90 Prozent Weißen, 0,13 Prozent Afroamerikanern, 0,49 Prozent amerikanischen Ureinwohnern, 0,39 Prozent Asiaten, 0,09 Prozent Bewohnern aus dem pazifischen Inselraum und 0,73 Prozent aus anderen ethnischen Gruppen; 1,28 Prozent stammten von zwei oder mehr Ethnien ab. 3,22 Prozent der Gesamtbevölkerung waren spanischer oder lateinamerikanischer Abstammung.
Von den 7953 Haushalten hatten 31,1 Prozent Kinder und Jugendliche unter 18 Jahre, die bei ihnen lebten. 50,6 Prozent waren verheiratete, zusammenlebende Paare, 5,8 Prozent waren allein erziehende Mütter. 39,9 Prozent waren keine Familien. 24,4 Prozent waren Singlehaushalte und in 3,7 Prozent lebten Menschen im Alter von 65 Jahren oder darüber. Die Durchschnittshaushaltsgröße betrug 2,44 und die durchschnittliche Familiengröße lag bei 2,92 Personen.
Auf das gesamte County bezogen setzte sich die Bevölkerung zusammen aus 22,6 Prozent Einwohnern unter 18 Jahren, 10,1 Prozent zwischen 18 und 24 Jahren, 36,5 Prozent zwischen 25 und 44 Jahren, 25,7 Prozent zwischen 45 und 64 Jahren und 5,0 Prozent waren 65 Jahre alt oder darüber. Das Durchschnittsalter betrug 35 Jahre. Auf 100 weibliche Personen kamen 116,6 männliche Personen, auf 100 Frauen im Alter ab 18 Jahren kamen statistisch 119,4 Männer.
Das jährliche Durchschnittseinkommen eines Haushalts betrug 53.612 USD, das Durchschnittseinkommen der Familien betrug 61.927 USD. Männer hatten ein Durchschnittseinkommen von 36.997 USD, Frauen 26.576 USD. Das Prokopfeinkommen betrug 28.792 USD. 6,1 Prozent der Bevölkerung und 2,8 Prozent der Familien lebten unterhalb der Armutsgrenze. Darunter waren 5,2 Prozent der Bevölkerung unter 18 Jahren und 7,7 Prozent der Einwohner ab 65 Jahren.

## Sehenswürdigkeiten

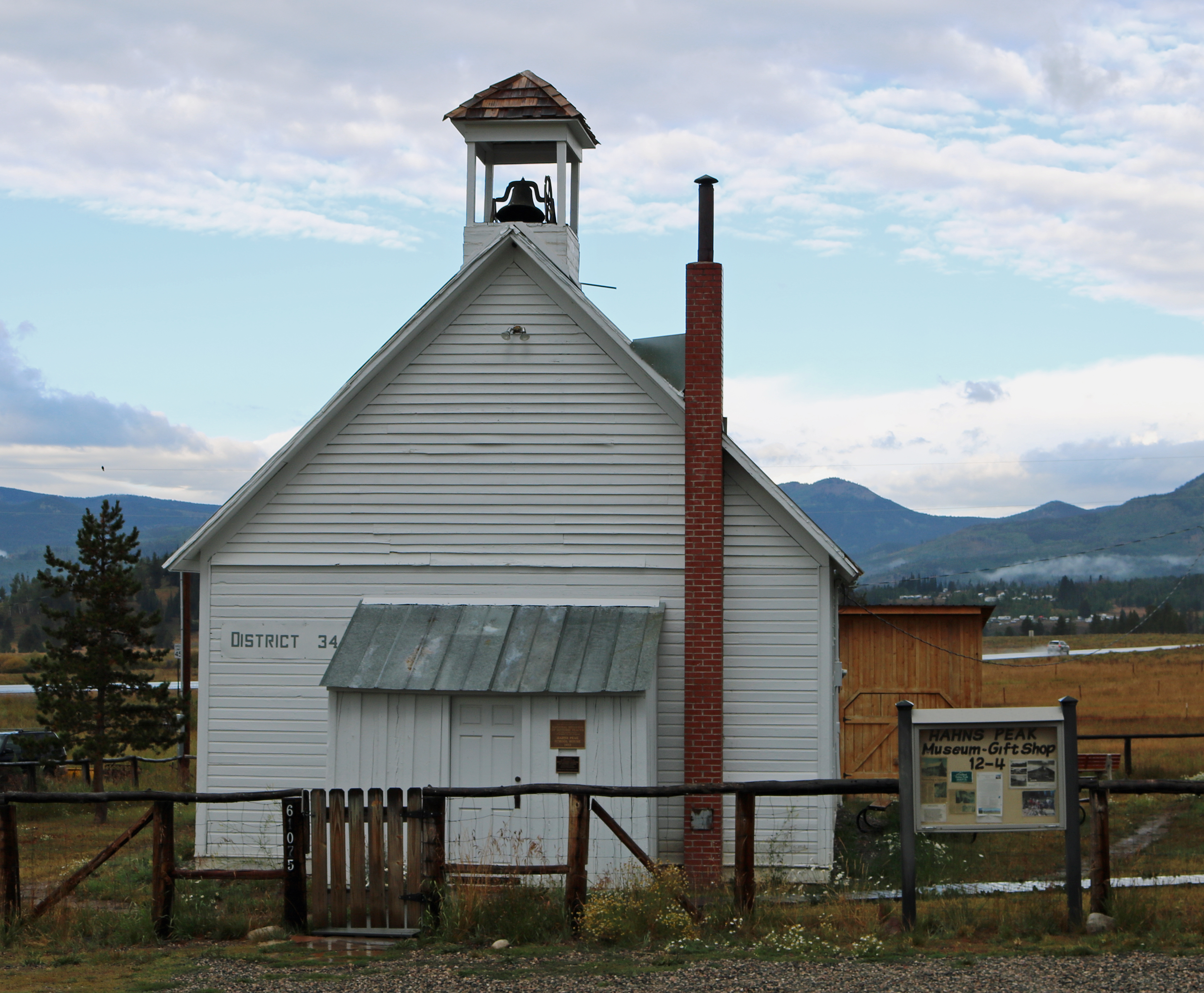
Hahns Peak Schoolhouse (2016). Dieses ein Klassenzimmer umfassende Schulgebäude wurde 1911 errichtet und war bis 1943 in Betrieb. Im Februar 1974 wurde das Gebäude als erstes Objekt im County in das NRHP eingetragen.

26 Bauwerke, Stätten und historische Bezirke (Historic Districts) im Rio Blanco County sind im National Register of Historic Places („Nationales Verzeichnis historischer Orte“; NRHP) eingetragen (Stand 26. September 2022), darunter mehrere Schulgebäude, ein Krankenhaus und eine Ranger-Station.

## Orte im Routt County
- Battle Creek
- Clark
- Columbine
- Dunckley
- Elkhead
- Glen Eden
- Haybro
- Hayden
- Keystone
- McGregor
- Milner
- Mount Harris
- Mystic
- Oak Creek
- Pagoda
- Phippsburg
- Steamboat Springs
- Toponas
- Trapper
- Yampa